# Shikishima (Schiff, 1900)
Die Shikishima (japanisch 敷島) war das Typschiff der ab 1896 in England bestellten Shikishima-Klasse (敷島型戦艦, Shikishima-gata senkan) der Kaiserlich Japanischen Marine.
Wie bei der vorangegangenen Fuji-Klasse überstand das Typschiff Shikishima, wenn auch seit 1923 abgerüstet, sogar den Zweiten Weltkrieg, während das Schwesterschiff Hatsuse schon 1904 im Russisch-Japanischen Krieg durch Minentreffer verloren ging.

## Baugeschichte

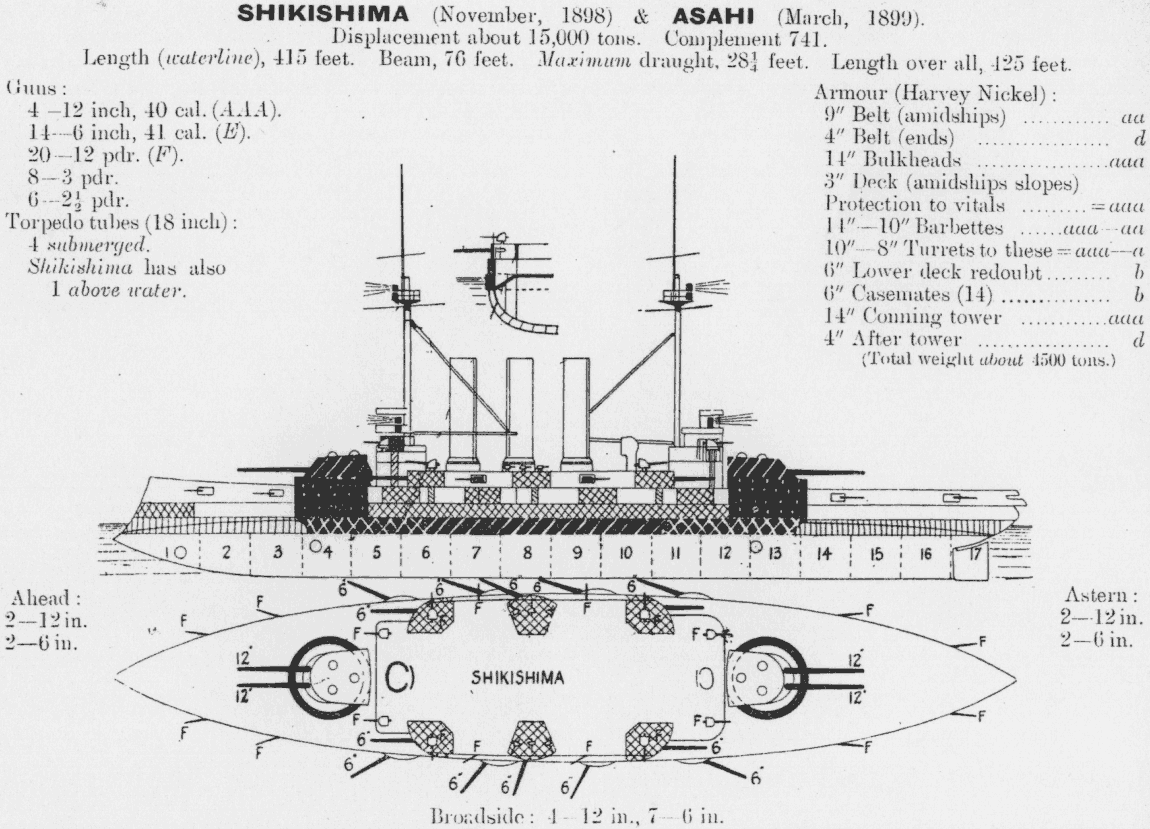
Seitenriss und Decksplan Jane’s Fighting Ships 1906

Nach den beiden Schiffe der Fuji-Klasse wurden ab 1896 vier weitere Linienschiffe in Großbritannien bestellt. Als Folge des Japanisch-Chinesischen Krieges (1894–1895) und der durch russischen Druck erzwungenen Rückgabe der Halbinsel Liaodong an China begann Japan eine Aufrüstung für denkbare weitere Konflikte. Dazu gehörte auch ein 10-Jahres-Programm zur Stärkung der Marine. Dieses sah den Bau von sechs Linienschiffen und sechs Panzerkreuzern als Kern der kaiserlich japanischen Marine vor. Die im Rahmen dieses Plans zu beschaffenden Schiffe waren alle vor dem Russisch-Japanischen Krieg von 1904 bis 1905 in den Dienst gekommen und bildeten den Kern der japanischen Flotte.
Die Shikishima wurde 1897 bei der Thames Ironworks and Shipbuilding and Engineering in London bestellt. Der Entwurf stammte von Philip Watts und war eine verbesserte Version der von 1895 bis 1898 in Dienst gekommenen Majestic-Klasse der Royal Navy, die mit einer Maximalverdrängung von 16.000 ts als die größten und modernsten Schlachtschiffe ihrer Zeit galten.

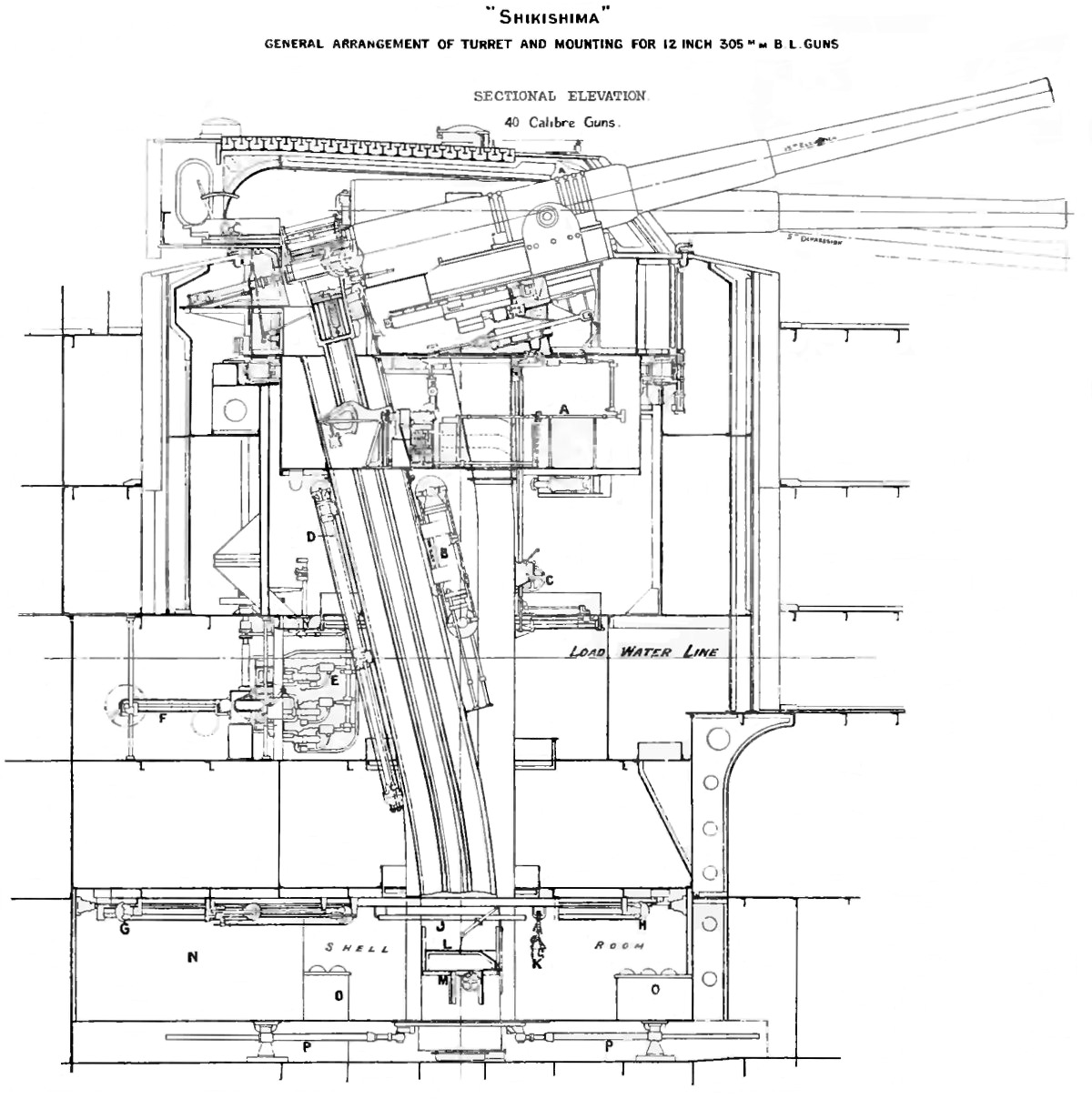
Seitenriss eines 12-Zoll-Geschützturmes

Die Hauptbatterie der Shikishima mit zwei Doppeltürmen mit 12-Zoll-(305-mm)-L/40-Type-41-Geschützen der Elswick Ordnance Company in einem veränderten Turmtyp entsprach der Bewaffnung der vorangehenden Fuji-Klasse. Die Mittelartillerie der Shikishima bestand aus jetzt vierzehn 6-Zoll-(152-mm)-L/40-Type-41-Schnellfeuergeschützen, davon acht hinter Stückpforten im unteren Batteriedeck und sechs ebenfalls in geschlossenen Kasematten auf dem Aufbaudeck. Dazu kamen noch zwanzig 3-Zoll-(76-mm)-L/40-Type-41-Zwölfpfünder und zwölf 2,5-Pfünder-(47-mm-Maschinenkanonen), vier Whitehead-Torpedorohre unter Wasser und eines an Deck. Damit trug die Shikishima sogar eine stärkere Sekundärbewaffnung als die erst ab 1901 in Dienst gelangenden Schiffe der Formidable-Klasse.
Die Shikishima und ihr Schwesterschiff waren mit Harveystahl gepanzert. Der Seitenpanzer hatte eine Stärke von 228 mm und verjüngte sich nach vorn und oben auf 152 mm. Der Deckspanzer war 76 mm dick, verstärkt war er um die Barbetten auf 252 mm und im Bereich der Kasematten auf 127 mm.
Die Maschinen der Shikishima waren Dreifachexpansionsdampfmaschinen auf zwei Schrauben. Bei ihren Abnahmetests konnte die Shikishima eine Geschwindigkeit von 18,7 Knoten erzielen und war damit das schnellste Linienschiff der sechs Schiffe des ersten Bauprogramms für japanische Linienschiffe. Anders als die zugrundeliegende Majestic-Klasse hatte die Shikishima keine Schornsteine nebeneinander, sondern drei Schornsteine hintereinander. Dies unterschied sie und ihre Schwesterschiff Hatsuse deutlich von den vier anderen Linienschiffen des Bauprogramms, die nur zwei Schornsteine hatten.

## Einsatzgeschichte
Die im Januar 1900 fertiggestellte Shikishima traf am 17. April 1900 in Kure ein.

### Russisch-Japanischer Krieg
Der Russisch-Japanische Krieg begann 1904 mit Präventivschlägen der Kaiserlich Japanischen Marine gegen das Pazifische Geschwader Russlands in Port Arthur und Chemulpo. Admiral Togos Plan für die Vereinigte Flotte richtete sich gegen Port Arthur mit der 1. Division, der alle sechs Linienschiffe des Neubauprogramms angehörten. Beim Artillerieangriff wurde die Shikishima wie auch drei weitere Linienschiffe, drei Panzerkreuzer und ein weiterer Kreuzer beschädigt und hatten 53 Personalausfälle, während die Russen 128 Ausfälle hatten, davon 22 Tote. Togo brach das Gefecht ab, da er die Russen, anders als erwartet, organisiert vorfand. Die Shikishima gehörte zu dem Verband, der am 14. Mai 1904 in ein Minenfeld lief, das der russische Minenleger Amur verlegt hatte. Ihr Schwesterschiff Hatsuse sank und der Shikishima gelang es nicht, die ebenfalls schwer beschädigte Yashima in Sicherheit zu schleppen.
Die Shikishima kämpfte auch in der Seeschlacht im Gelben Meer im Juli 1904, die den Ausbruch des russischen Geschwaders aus dem Gelben Meer verhinderte und es in der Masse wieder nach Port Arthur zurücktrieb, wo es bis zum Ende des Jahres verloren ging. Auch an der Entscheidungsschlacht des Krieges bei Tsushima nahm sie teil und erhielt zehn Treffer.

### Weitere Einsätze

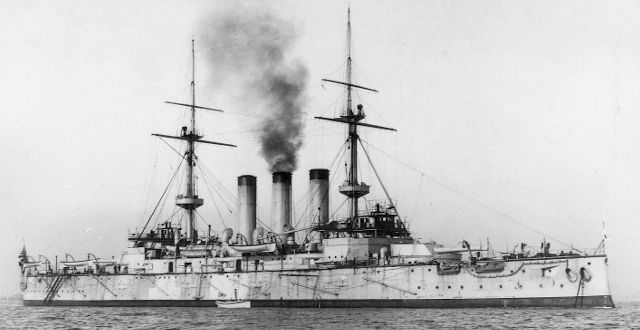
Linienschiff Shikishima

Nach dem Russisch-Japanischen Krieg wurde die Shikishima in Sasebo stationiert und regelmäßig vor der chinesischen Küste eingesetzt. Auch während des Ersten Weltkrieges verblieb das inzwischen veraltete Schiff in diesem Bereich und den Heimatgewässern. Sie erlitt durch Explosionen an Bord am 24. Juli 1916 und am 16. August 1917 erhebliche Schäden, wurde aber wieder instand gesetzt.
1920 wurde die Shikishima zur Unterstützung der japanischen Truppen in Russland während der alliierten Intervention in Sibirien eingesetzt. 1921 wurde das Schiff letztmals überholt, dann aber zum Küstenverteidigungsschiff 1. Klasse umklassifiziert und für Schulungsaufgaben eingesetzt. Unter den Regeln des Washingtoner Flottenabkommens rüstete die japanische Marine das Schiff ab und setzte es ab 1923 an der U-Boot-Schule in Sasebo ein. Nach kurzer Nutzung als Transporter wurde die Shikishima 1926 aus der Flottenliste gestrichen.

### Verbleib
Der Rumpf lag aber weiterhin in Sasebo als Wohnschiff und Schulanlage. Wie die Fuji schwamm auch die Shikishima am Kriegsende weiterhin und war den amerikanischen Luftangriffen nicht zum Opfer gefallen, obwohl sie sich seit über 20 Jahren nicht mehr mit eigener Kraft bewegt hatte. 1948 wurde sie im Sasebo Naval Arsenal abgebrochen.